# Igreja de São Julião e Santa Basilisa (Frielas)

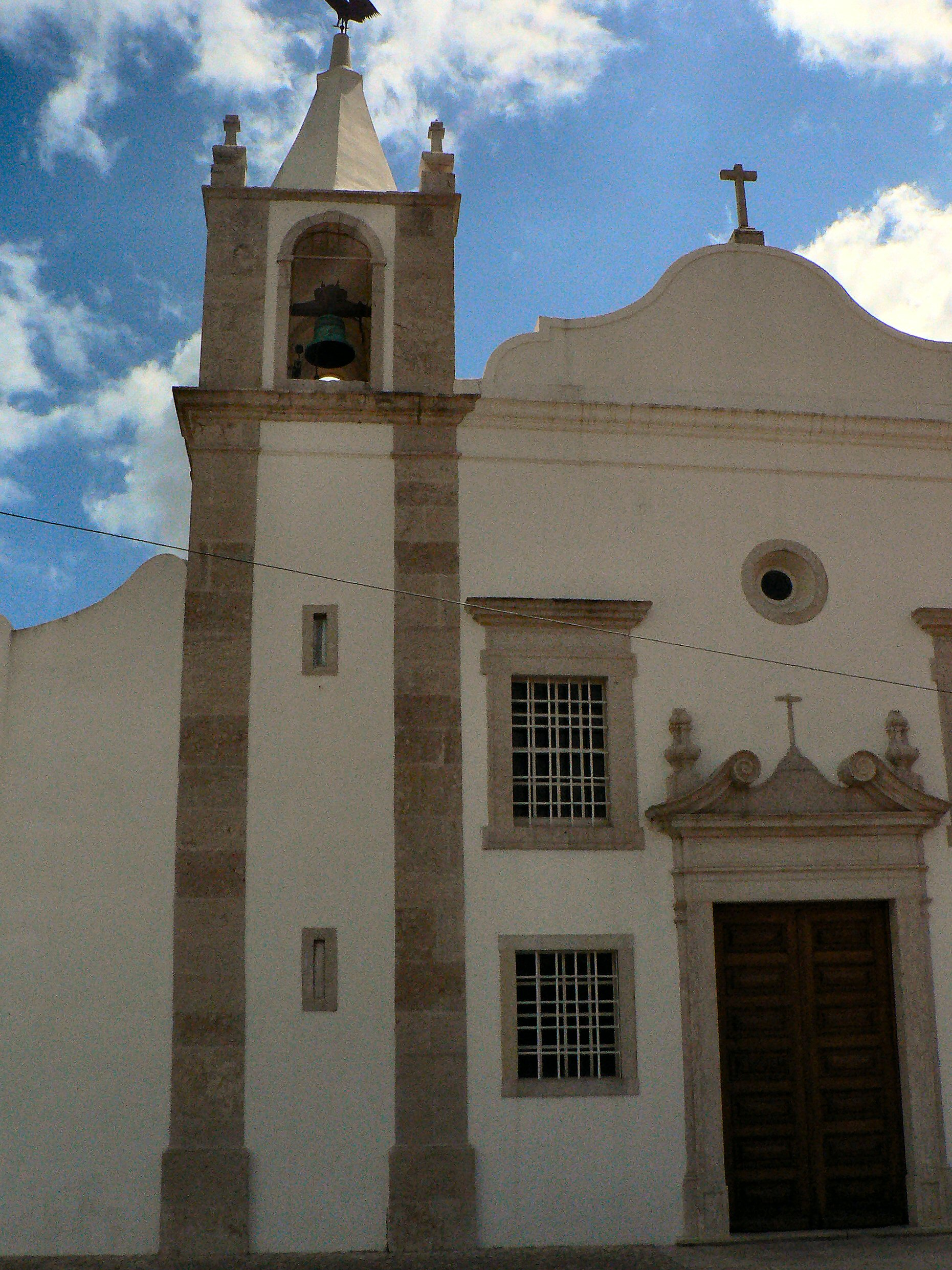

A Igreja de São Julião e Santa Basilisa, Igreja Paroquial de Frielas ou Igreja de São Julião é uma igreja localizada em Frielas, na atual freguesia de Santo António dos Cavaleiros e Frielas, no Município de Loures, em Portugal, dedicada a São Julião e Basilissa.
A Igreja encontra-se localizada junto ao cemitério paroquial da freguesia.
No interior domina uma bela luminosidade que convida à oração e reflexão e destaca-se o altar em mármore rosa, sóbrio e bem decorado, com um hostiário branco com motivos dourados e com a cruz de Cristo a dominar o espaço, e com imagens da Virgem Maria e de São Paulo. Realce-se ainda para as figuras de santos nas áreas laterais, com um pequeno altar dedicado a Santo António, a pia baptismal e na parte posterior o coro. O tecto é composto por painéis de madeira. No espaço da sacristia existem ainda figuras com uma Nossa Senhora policromada com vestes brancas em fundo azul e com uma outra peça centenária em barro cozido, com as mãos postas em oração e com uma serpente aos pés a morder uma pêra.
A Igreja tem paredes meias com o cemitério local e apresenta-se pintada de branco e com uma torre sineira.
No lado direito da fachada e parede lateral sul há um relógio solar.